# Väike Emajõgi
El Väike Emajõgi es un río del sur de Estonia que desemboca en el lago Võrtsjärv.